# William Krasner
Pour les articles homonymes, voir Krasner.
William Krasner, né le 8 juin 1917 à Saint-Louis dans le Missouri et mort le 29 octobre 2003 à Berwyn en Pennsylvanie, est un écrivain américain de roman policier.

## Biographie
Il étudie à la Soldan International Studies High School (en) puis travaille pour l’US Postal Service avant de s’engager dans l’US Army Air Corps pendant la Seconde Guerre mondiale. Grâce à la loi G.I. Bill, il reprend ses études et fréquente l’Université Columbia dont il sort diplômé en psychologie. Il y suit également des cours d’écriture créative.
Il écrit une première nouvelle nommé An Hour Between Trains en 1943 qui est publié dans le pulp Ellery Queen's Mystery Magazine. Il signe en 1949 un premier roman policier intitulé Walk the Dark Streets qui est finaliste du Prix Edgar-Allan-Poe du meilleur premier roman d’un auteur américain. Ce récit, qui suit les aventures du policier Sam Birge, est adapté l’année suivante au sein de la série télévisée Studio One (série télévisée). Il est traduit en France sous le titre de La Rue sans fin dans la collection Un mystère la même année. Sam Birge apparaît dans six autres romans. Le second ouvrage de la série est traduit en 1989 au sein de la collection Polar U.S.A.. La septième et dernière aventure de Birge est uniquement publié en Allemagne.
Krasner livre également plusieurs études pour des revues médicales et psychologiques, ainsi que des articles scientifiques pour des journaux et magazines américains. Il décède en 2003 à l’âge de 86 ans.

## Œuvre

### Romans policiers

#### Série Sam Birge
- Walk the Dark Streets (1949) Publié en français sous le titre La Rue sans fin, traduction de Gilles-Maurice Dumoulin, Paris, Presses de la cité, Un mystère no 11, 1950.
- The Gambler (1950) Publié en français sous le titre Le Flambeur, traduction de Claude Yelnick, Paris, Gérard de Viliers, Polar U.S.A. no 14, 1989.
- The Stag Party (1955)
- North of Welfare. (1957)
- Death of a Minor Poet. (1984)
- Resort to Murder (1986)
- Opfer einer Razzia (1991)

### Roman historique
- Francis Parkman: Dakota Legend (1982) (consacré à Francis Parkman)

## Adaptation

### À la télévision
- 1950 : Studio One In Hollywood, Saison 2, épisode 31, d'après le roman Walk the Dark Street.

## Sources
- (en) Cet article est partiellement ou en totalité issu de l’article de Wikipédia en anglais intitulé « William Krasner » (voir la liste des auteurs).